# Universidad Federal de Juiz de Fora
La Universidad Federal de Juiz de Fora (UFJF) es una institución de educación superior pública federal brasileña. Su sede se encuentra en Juiz de Fora, en el estado de Minas Gerais. A lo largo de sus más de 50 años de existencia, la universidad ha experimentado un importante crecimiento, fortaleciendo la calidad de la educación de pregrado y posgrado, manteniendo su rol como agente de desarrollo comunitario.

## Historia

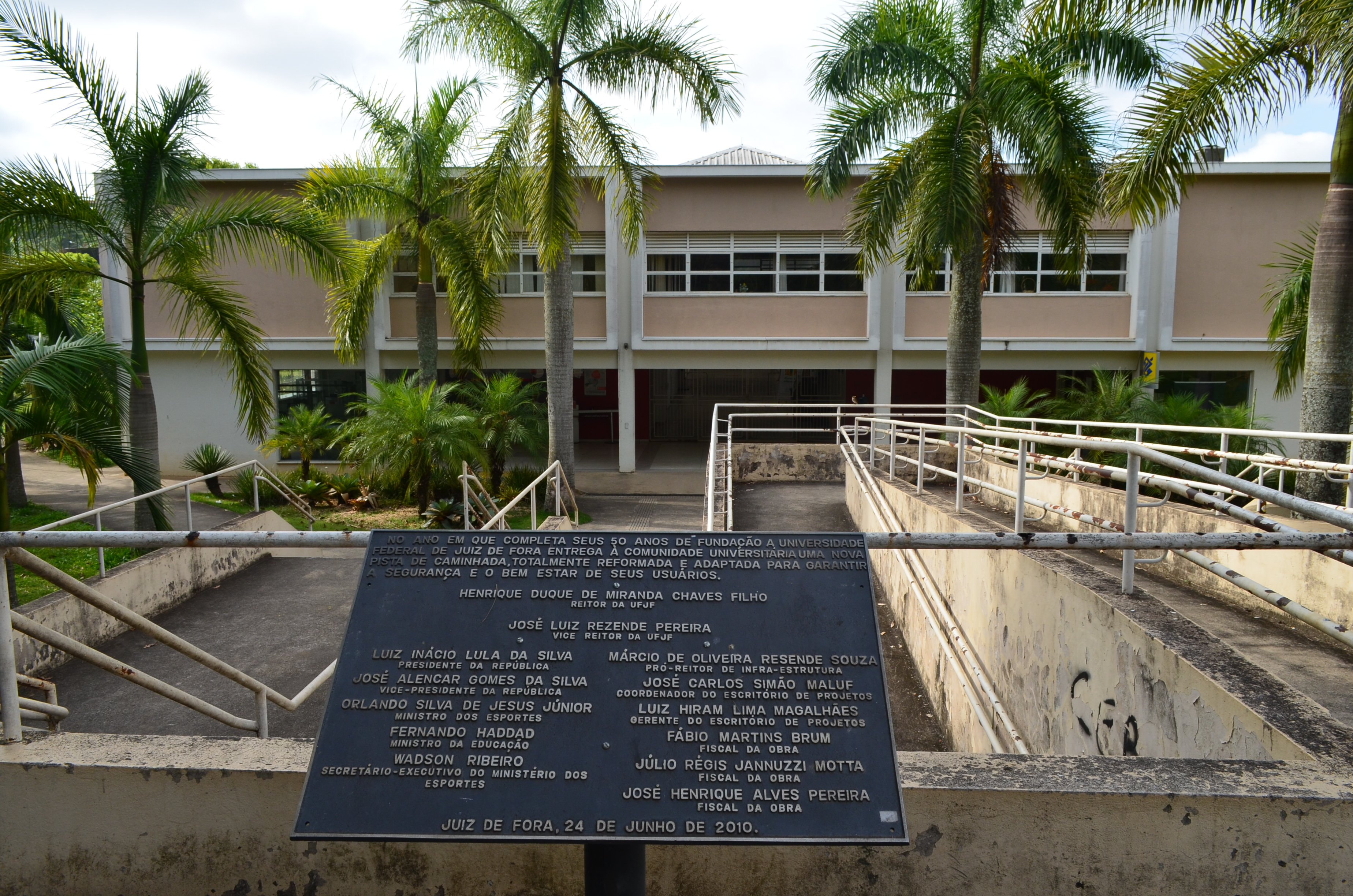
Edificio de la Rectoría y de la Biblioteca Universitaria.

La UFJF fue establecida en 1960 por un acto del entonces presidente brasileño Juscelino Kubitschek . En ese momento, los colegios que funcionaban en la ciudad de Juiz de Fora fueron integrados oficialmente por el gobierno para constituir una universidad. En los primeros años, los cursos que se ofrecían eran Medicina, Ingeniería, Ciencias Económicas, Derecho, Farmacia y Odontología. Posteriormente, también se abrieron los cursos de Geografía, Idiomas y Literatura, Filosofía, Ciencias Biológicas, Ciencias Sociales e Historia.
El campus fue construido en 1969 y los cursos ofrecidos bajo licencia se distribuyeron entre diferentes unidades del campus. Se crea el curso de Comunicación Social (Periodismo) que pasa a formar parte de los departamentos de la Facultad de Derecho.
Durante la década de 1970, se crearon tres institutos en el campus: Instituto de Ciencias Exactas (ICE), Instituto de Ciencias Biológicas (ICB) e Instituto de Ciencias Humanas y Letras (ICHL), que ofrecen programas de pregrado. Posteriormente, estos institutos también ofrecieron una variedad de cursos de posgrado y programas de investigación. Los últimos años han visto aumentos significativos en la financiación de la investigación externa, el personal de investigación y los graduados en estos institutos universitarios.
Otros centros de investigación se establecieron en el campus: el Centro de Biología de la Reproducción (CBR) en 1971, que funciona como una instalación animal y el Centro de Investigación Social (CPS), involucrado en temas de investigación como el urbanismo, la salud, el empleo, la cultura y la educación. .
El Archivo Histórico de la UFJF fue fundado en 1985 y representa una fuente importante para la investigación histórica local, regional y nacional, funcionando como un centro de documentación y educación. Dos años más tarde, se estableció UFJF Press. Su publicación académica incluye revistas y libros en una amplia variedad de campos. En el ámbito tecnológico y administrativo, el Centro Regional de Innovación y Transferencia de Tecnología (Critt), establecido en 1995, y el Centro Tecnológico-Agrosoft (Núcleo Softex), creado en 1996, juegan un papel fundamental en el desarrollo regional de nuevas tecnologías. enseñando y formando nuevos profesionales. Desde la década de 1990, la Universidad también está comprometida con la promoción y el establecimiento, con gran éxito, de Empresas Junior especializadas en diferentes áreas y formadas exclusivamente por estudiantes de pregrado. En 2001,
En 1999 se estableció una nueva unidad académica: el Centro de Ciencias de la Salud (CCS), que comprende la Facultad de Medicina, la Facultad de Fisioterapia, la Facultad de Enfermería y la Facultad de Odontología. Varios hospitales importantes están afiliados a la CCS.
En 2006, se construyó un nuevo hospital docente, el Centro de Salud (CAS), como un recurso para mejorar la docencia, la investigación, la atención al paciente y el servicio público, aumentando los servicios prestados a las comunidades cercanas. En el mismo año se crearon otras dos unidades: el Instituto de Artes y Diseño (IAD) y la Facultad de Idiomas y Literatura.

### Proyección del campus

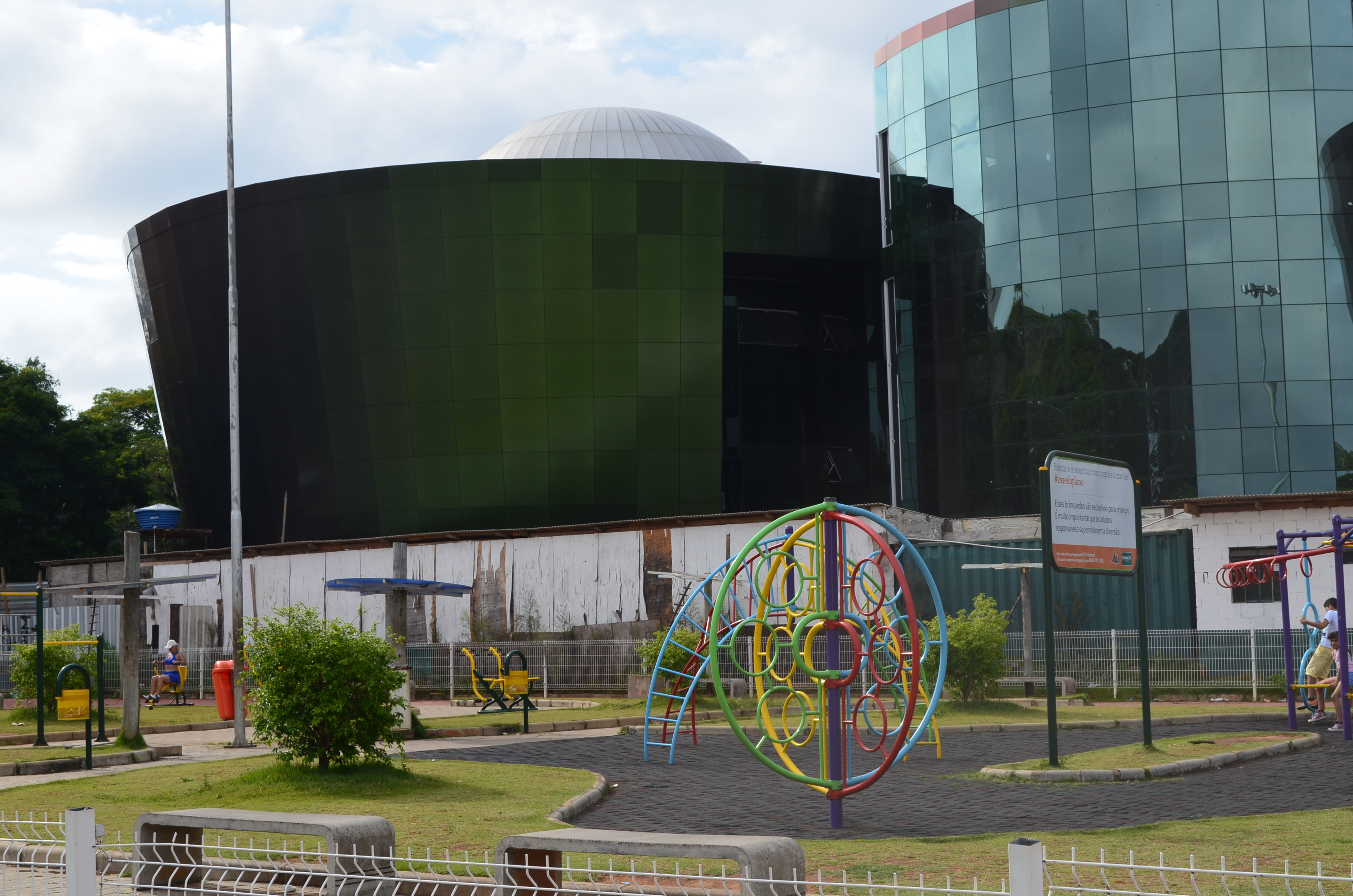
Centro de Ciencias.

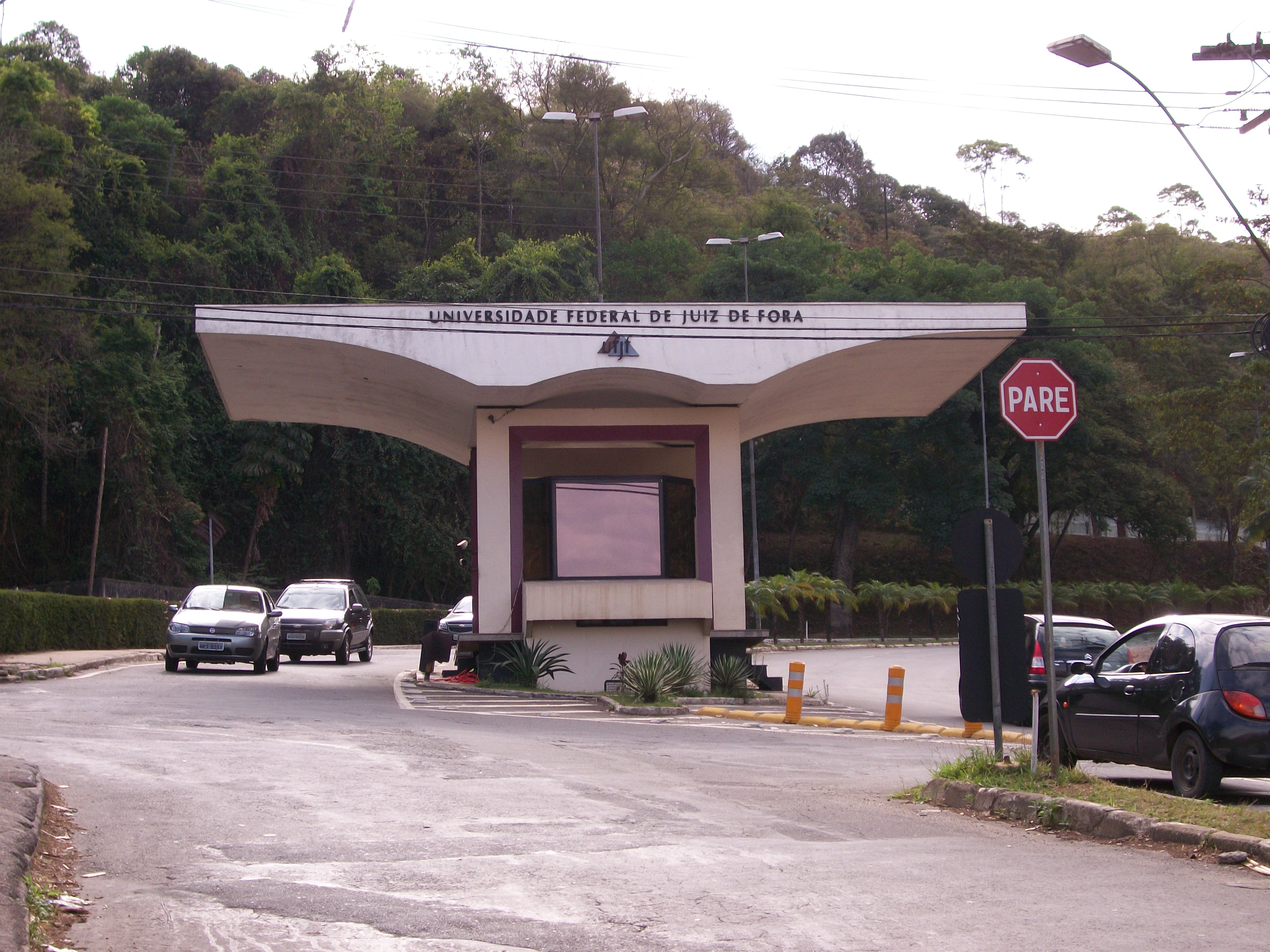
Portal Sur (Avenida Itamar Franco).

La institución se construyó en las afueras de la ciudad, entre los barrios de São Mateus y São Pedro.

### Implementación de cursos de posgrado
Habiendo establecido stricto sensu post-graduación en la década de 1990 como su agenda de desarrollo, la UFJF ha logrado alcanzar un nivel de calidad y competir victoriosamente por los recursos de financiamiento, notoriamente escasos en los últimos años.
Algunas acciones institucionales han buscado afirmar la marca de la UFJF como una Universidad comprometida con el desarrollo regional. Por ejemplo, está el trabajo de CRITT (Centro Regional de Innovación y Transferencia de Tecnología) en las áreas de incubación de empresas de base tecnológica y transferencia de tecnología ( TI, farmacéutica, electrónica, agroindustria ).
Además de estas iniciativas, la institución cuenta con dos agentes de la Asociación Brasileña para la Promoción de la Excelencia Brasileña del Software - SOFTEX en su campus: Genesis y Agrosoft.

### Contribuciones al desarrollo social

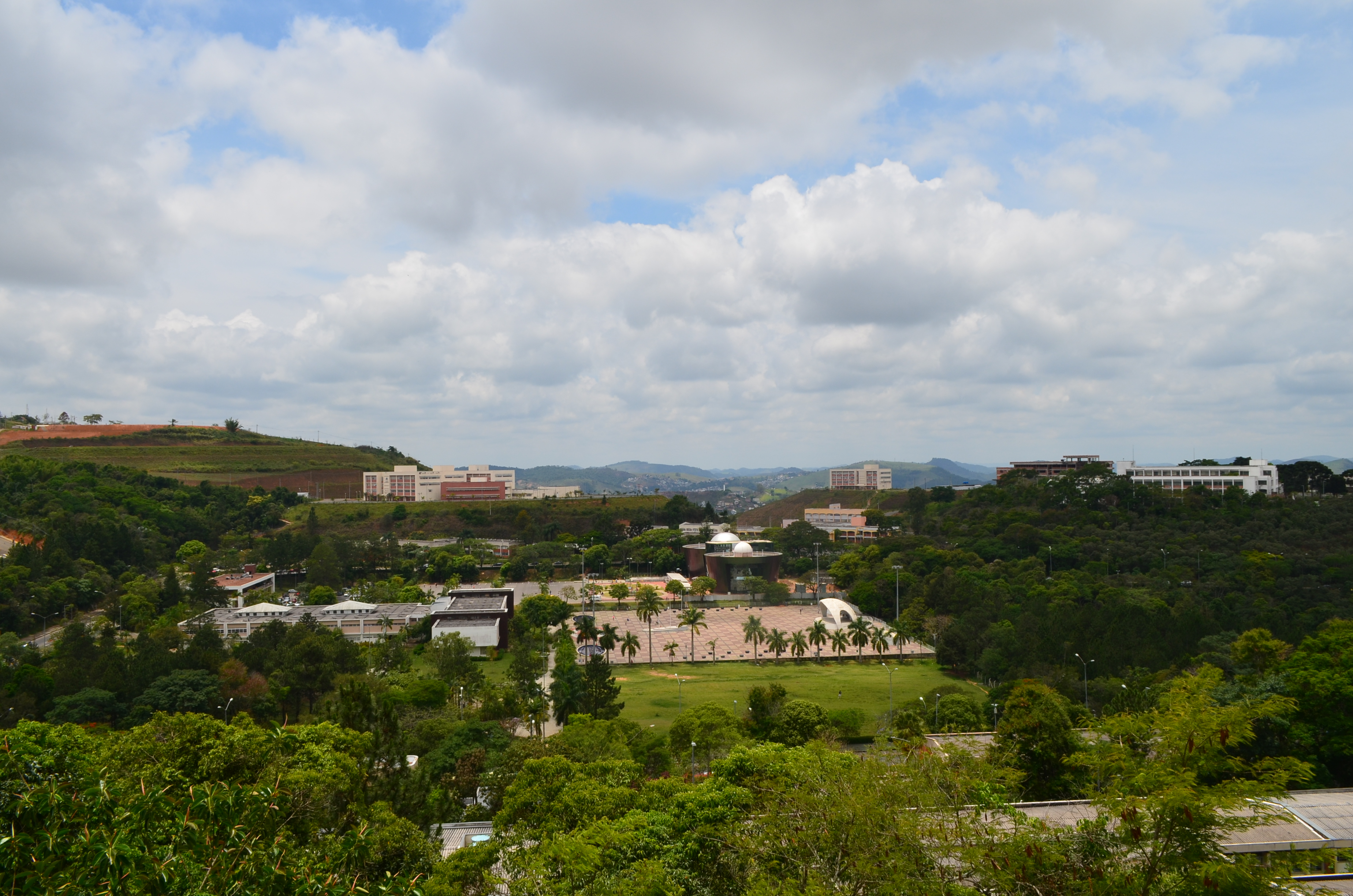
Parte céntrica de la UFJF.

Además, la UFJF ha demostrado su interés por las demandas más dinámicas y desafiantes de la transformación social brasileña a través de un convenio con el Movimiento de Trabajadores Rurales Sin Tierra (que permitió la realización del curso de Especialización en Estudios Latinoamericanos, desde 2000). Los cambios en el área de generación de empleo y renta de la Universidad se han enfocado a través de la incubación de 23 cooperativas populares desde 1998, a través de su participación en la red UNITRABALHO y mediante la creación de un Observatorio Laboral. Este organismo analizará las condiciones laborales y sus relaciones en diferentes cadenas productivas del estado de Minas Gerais.

## Actualidad

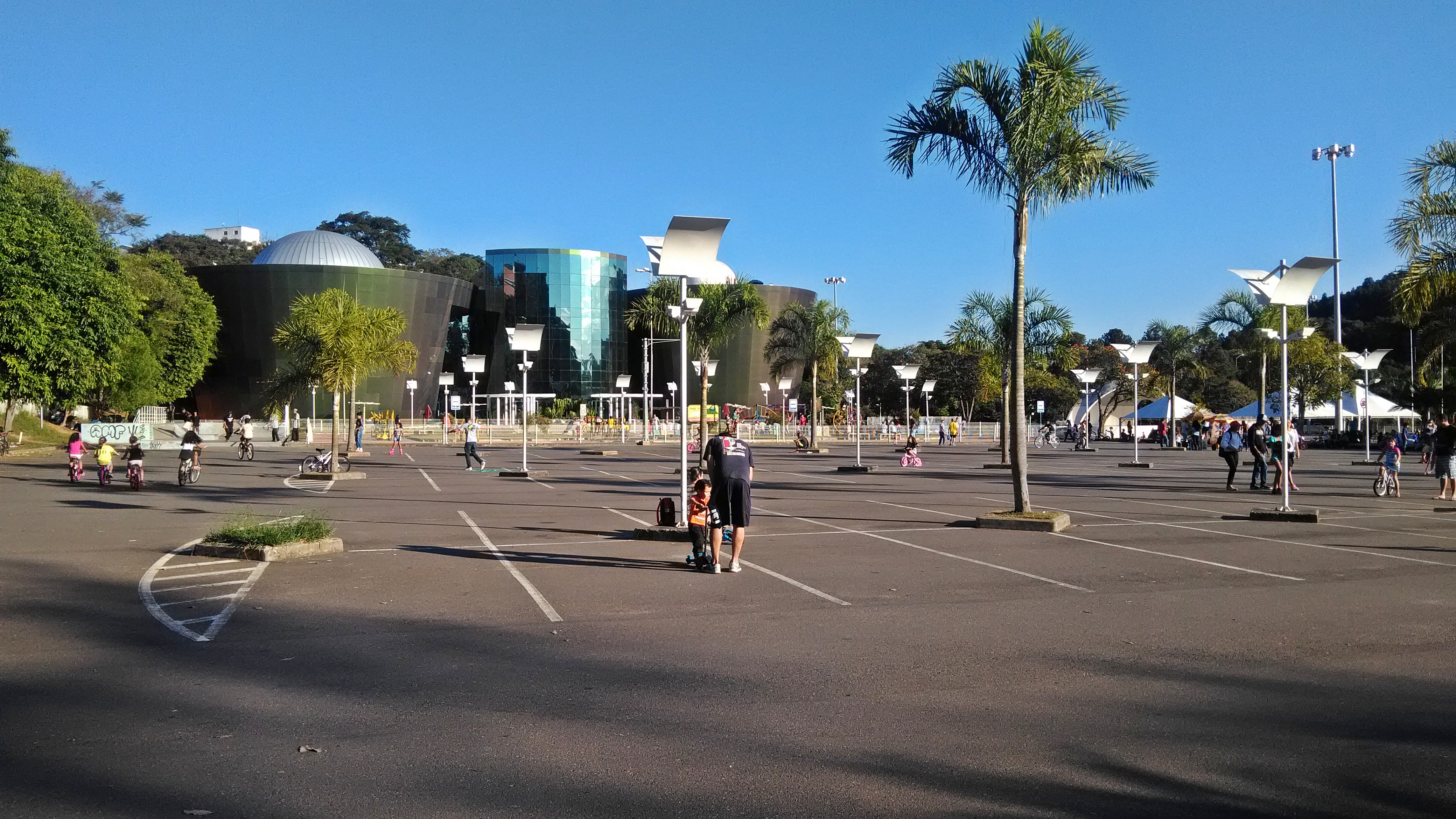
Estacionamiento de la Plaza Cívica siendo utilizado por la población en una tarde de domingo. Al fondo, el Centro de Ciencias.

La UFJF cuenta actualmente con 16 unidades académicas, agregando 36 carreras de pregrado, 29 maestrías académicas, tres maestrías profesionales y 17 cursos de doctorado, con cerca de 19 mil estudiantes matriculados. En (2010), 338 becas de maestría y doctorado están disponibles. En 2009 se aprobaron 286 publicaciones, entre disertaciones y tesis, con más de 800 artículos publicados en revistas nacionales e internacionales.
La calidad de la graduación de la UFJF es reconocida a nivel nacional y ha sido atestiguada indiscutiblemente por los procesos de evaluación implementados por el Ministerio de Educación y Cultura en los últimos años. El crecimiento de la graduación, especialmente a través de la matrícula en cursos nocturnos, que se triplicó en los últimos cuatro años, ha sido uno de los instrumentos por los que la UFJF ha buscado ser más inclusiva, habiendo realizado dos formas de proceso de selección: actualmente SiSU y el PISM (Programa Mixto de Admisión Selectiva), que aumenta las posibilidades del estudiante de ingresar a la Universidad.
La Universidad Federal de Juiz de Fora (UFJF) lanzó, para 2009, su mayor programa de inversiones en los últimos diez años. Hay más de 60 millones de reales en recursos para obras y equipamientos, obtenidos del Gobierno Federal y también a través de fuentes de financiamiento y enmiendas parlamentarias. El complejo de nuevos emprendimientos también incluye aquellos que ya han sido garantizados por el Programa de Apoyo a la Reestructuración y Expansión de Universidades Federales del año (REUNI) para el año, que representan alrededor de una sexta parte del total de recursos adquiridos. Los contratos totalizan R $ 60 589 819, de los cuales R $ 53 583 818 en obras y mejoras, además de R $ 700 600 192 en equipamiento.
Los recursos incluyen obras como el nuevo edificio de la Facultad de Medicina, que funcionará junto al nuevo HU / CAS. Con cinco plantas, en una superficie de casi 10.000 metros cuadrados, el edificio contará con modernas instalaciones, con laboratorios con lo último en docencia de la zona, así como un gran anfiteatro con capacidad para 500 personas.
También se ha priorizado la seguridad del campus. Uno de los proyectos es la implantación de un nuevo sistema de vigilancia y seguimiento, que contará con 204 cámaras repartidas por la circunvalación, la Biblioteca Central y la Rectoría en esta primera fase. La sala de monitoreo contará con diez monitores LCD y equipos de radio para apoyar la vigilancia armada presente hoy en el Recinto. Hasta la tercera fase, que aún está por licitar, se cubrirán todas las unidades, con un total de 929 cámaras. También se implementará un nuevo sistema de iluminación, con la duplicación de la línea de postes a lo largo de la carretera de circunvalación.
Los recursos también incluirán la creación de un Centro Comunitario para quienes utilicen el Campus para actividades de ocio. También se construirá un edificio para albergar a los equipos del Departamento de Bomberos, brindando más seguridad y tranquilidad a la institución. La implementación de una planta eléctrica a diésel no solo traerá ahorros de costos, sino que también asegurará la continuidad de las actividades desarrolladas en la UFJF en casos de picos o cortes de energía.

### Campus GV
2012 fue el año en el que la Universidad Federal de Juiz de Fora recibió la mayor inversión de su historia, debido a la inauguración del campus Governador Valadares, los valores se dieron a conocer a fin de año, con valores Alrededor de 530 millones de reales . En mayo de 2020, la construcción del campus aún no se había completado.
Según el entonces decano de Planificación y Gestión de la UFJF, Alexandre Zanini, si bien la mayoría de las inversiones son “ para la construcción del campus Governador Valadares, el Parque Científico y Tecnológico, el Planetario y el Jardín Botánico”, una parte resultaría en mejoras a los materiales de estudio e investigación de la institución. Indicó que se destinarán R $ 48 millones a equipos, software, mobiliario, vehículos y libros. “ En un contexto de expansión planificada, estamos creando las condiciones objetivas para que nuestra comunidad académica pueda desarrollar su trabajo de la mejor manera posible. "

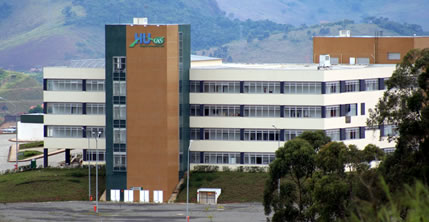
Hospital Universitario de la UFJF.

### Monumento a Itamar Franco
En 2014, el Consejo Superior de la Universidad Federal de Juiz de Fora ratificó por unanimidad la aprobación y creación del <i>Memorial del Presidente de la República Itamar Franco</i> y sus estatutos: órgano complementario vinculado a la rectoría de la Universidad Federal de Juiz de Fora y cuya misión es desarrollar acciones relacionadas con la promoción, conservación y difusión de la colección del presidente Itamar Franco, constituida a lo largo de su vida pública. El edificio se inauguró en 2015.

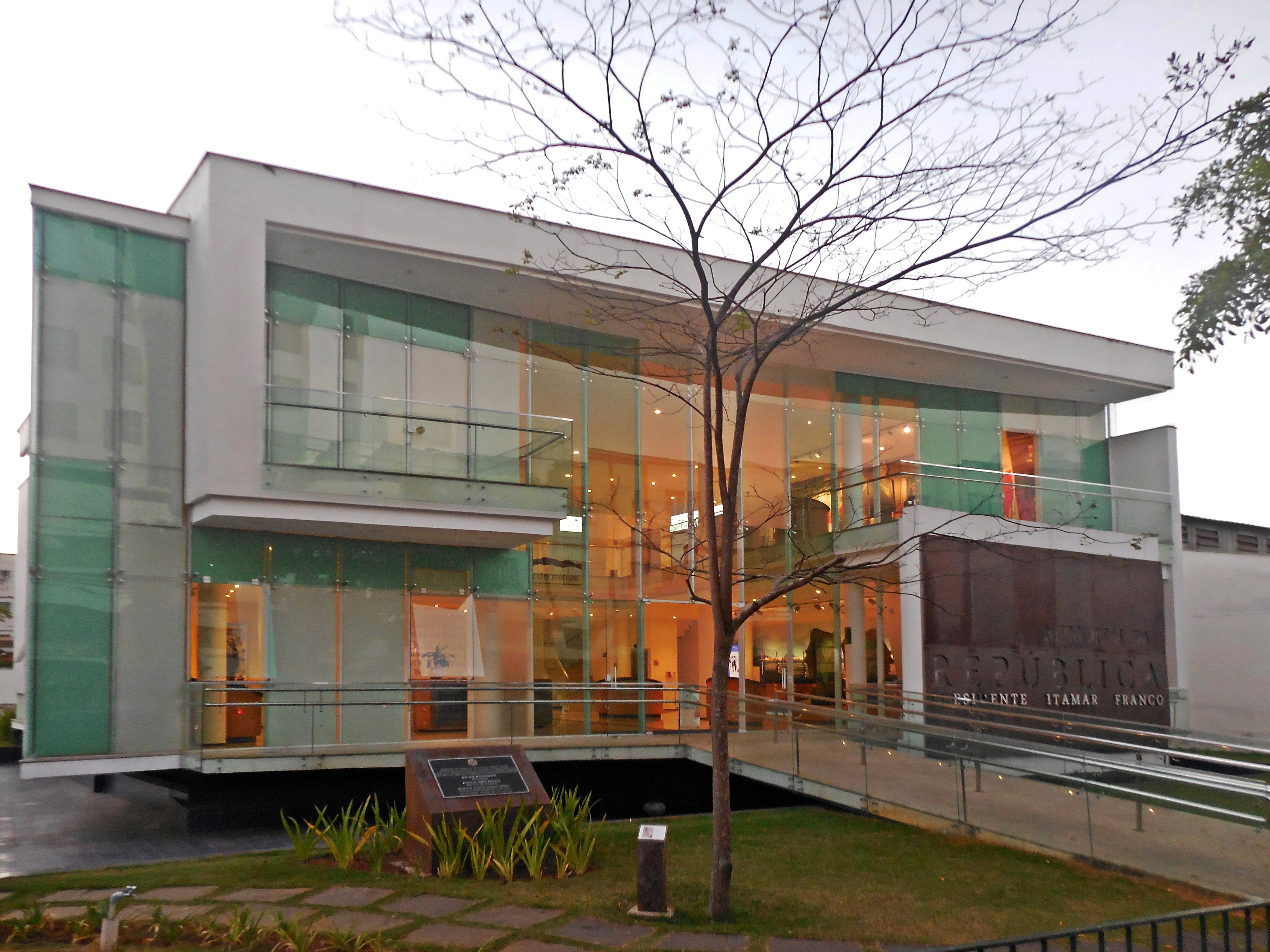
Fachada del Memorial del Presidente de la República Itamar Franco

### Educación la distancia
El Centro de Educación a Distancia (Cead), anteriormente el Centro de Educación a Distancia (Nead), existe desde 2005. En marzo de 2010, se institucionalizó como órgano complementario de la Universidad Federal de Juiz de Fora (UFJF) y, desde entonces, Cead pasó a ser responsable de coordinar, supervisar y apoyar las actividades de docencia, investigación, extensión, cultura e institucional, científica. y desarrollo tecnológico relacionado con la Educación a Distancia (EAD) en la UFJF. Cead asesora 7 cursos de pregrado a distancia y 8 cursos de posgrado, que suman alrededor de 5 mil estudiantes en 32 centros de apoyo presencial.

## Unidades
- Instituto de Artes y Diseño- IAD
- Instituto de Ciencias Biológicas - ICB
- Instituto de Ciencias Exactas - ICE
- Instituto de Ciencias Humanas - ICH
- Facultad de Administración y Ciencias Contables - FACC
- Facultad de Comunicación Social
- Facultad de Derecho
- Facultad de Economía
- Facultad de Educación
- Facultad de Educación Física
- Facultad de Enfermería
- Facultad de Ingeniería
- Facultad de Farmacia y Bioquímica
- Facultad de Fisioterapia
- Facultad de Letras
- Facultad de Medicina
- Facultad de Odontología
- Facultad de Servicio Social

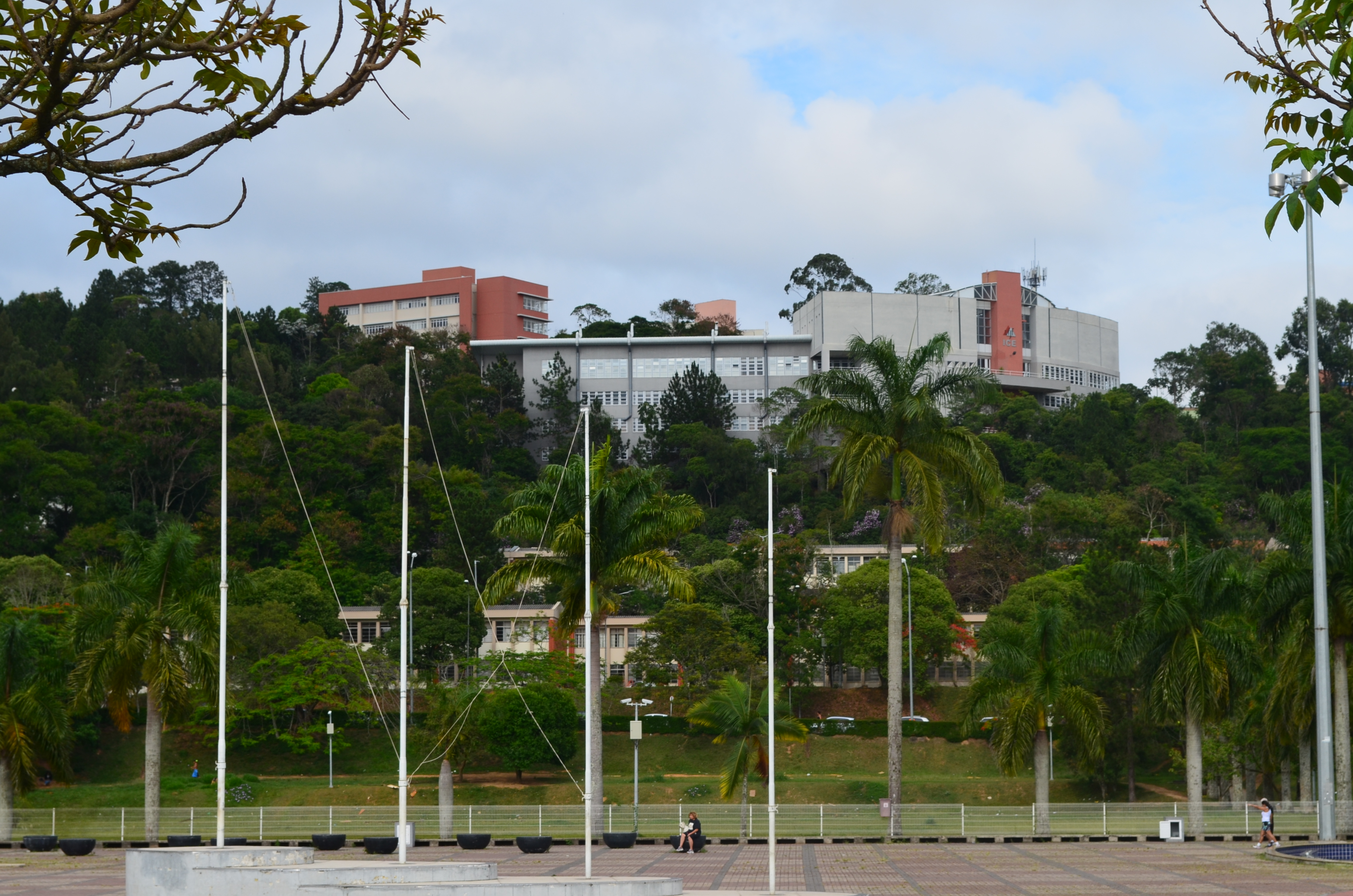
Plaza Cívica e Instituto de Ciencias Exactas (ICE), al fondo.
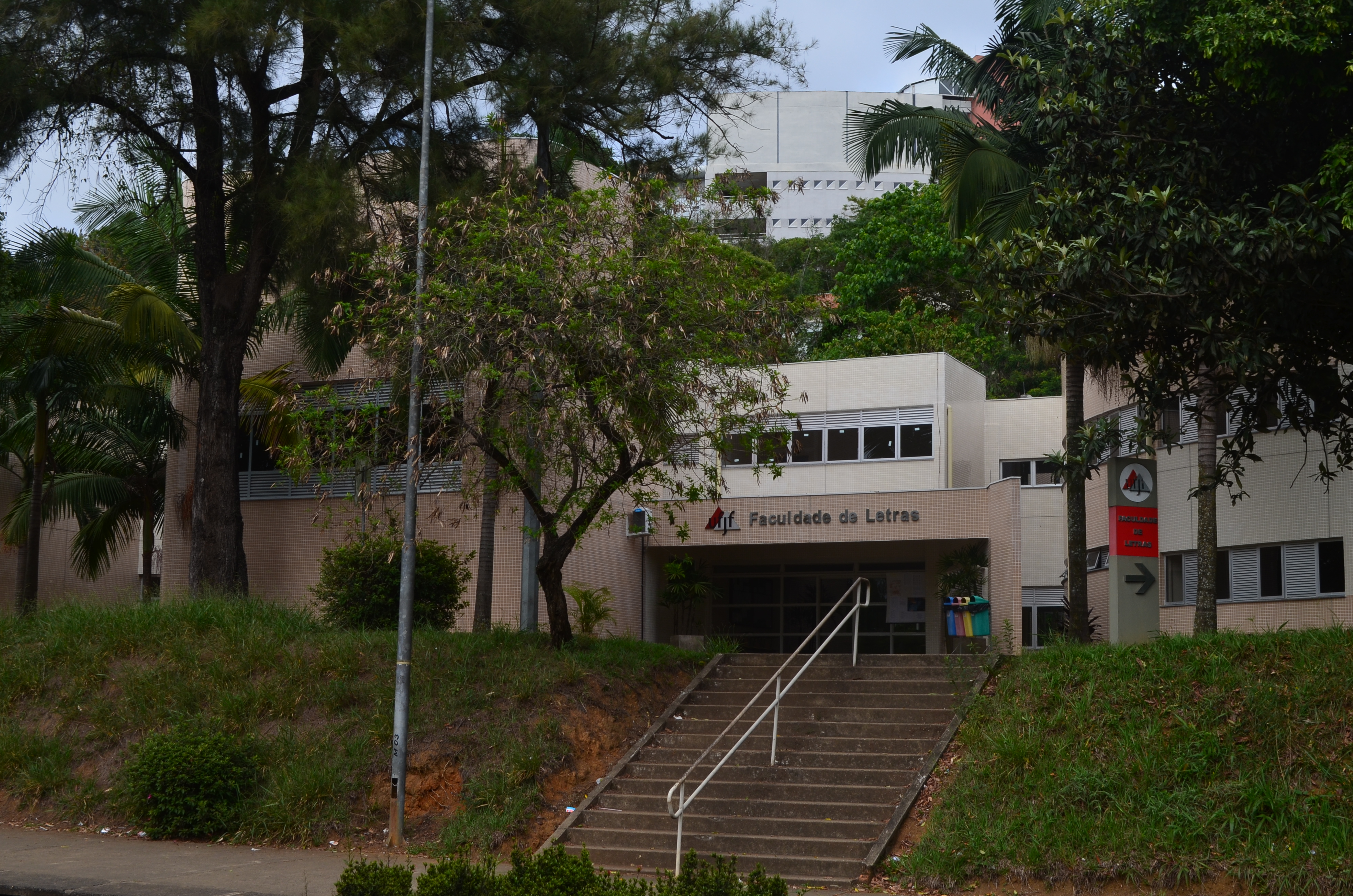
Facultad de Letras.
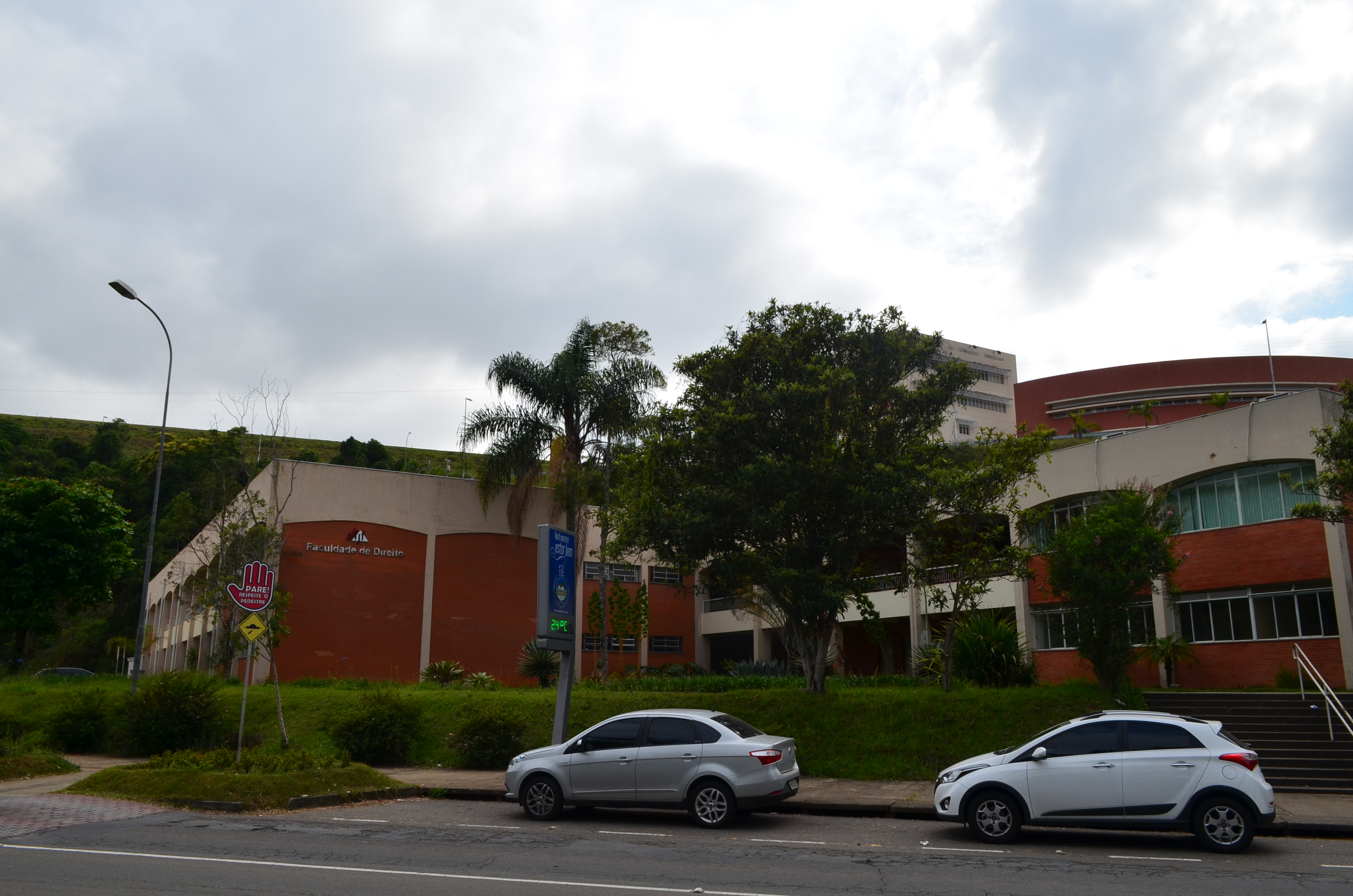
Facultad de Derecho.
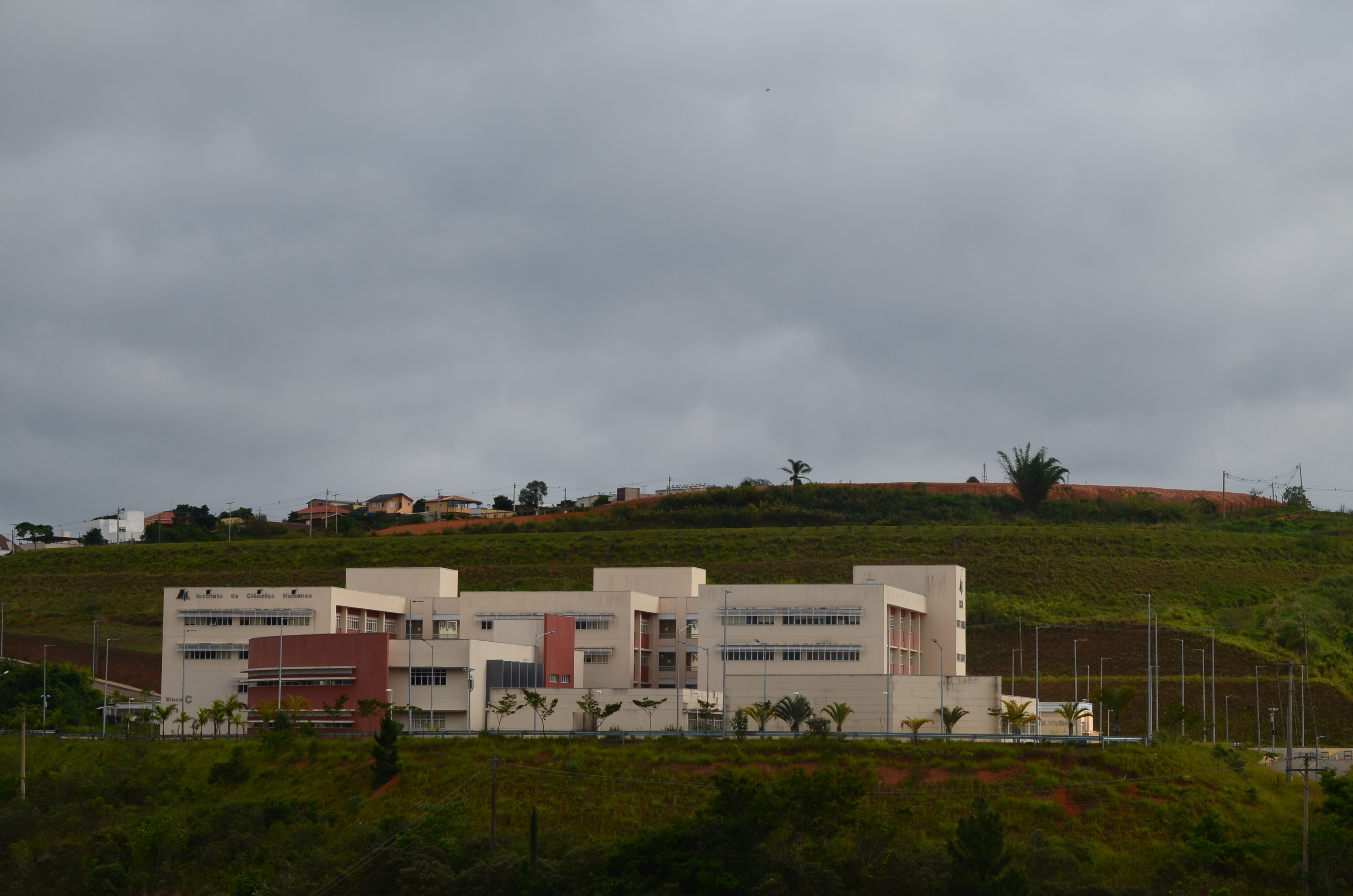
Instituto de Ciencias Humanas (ICH).
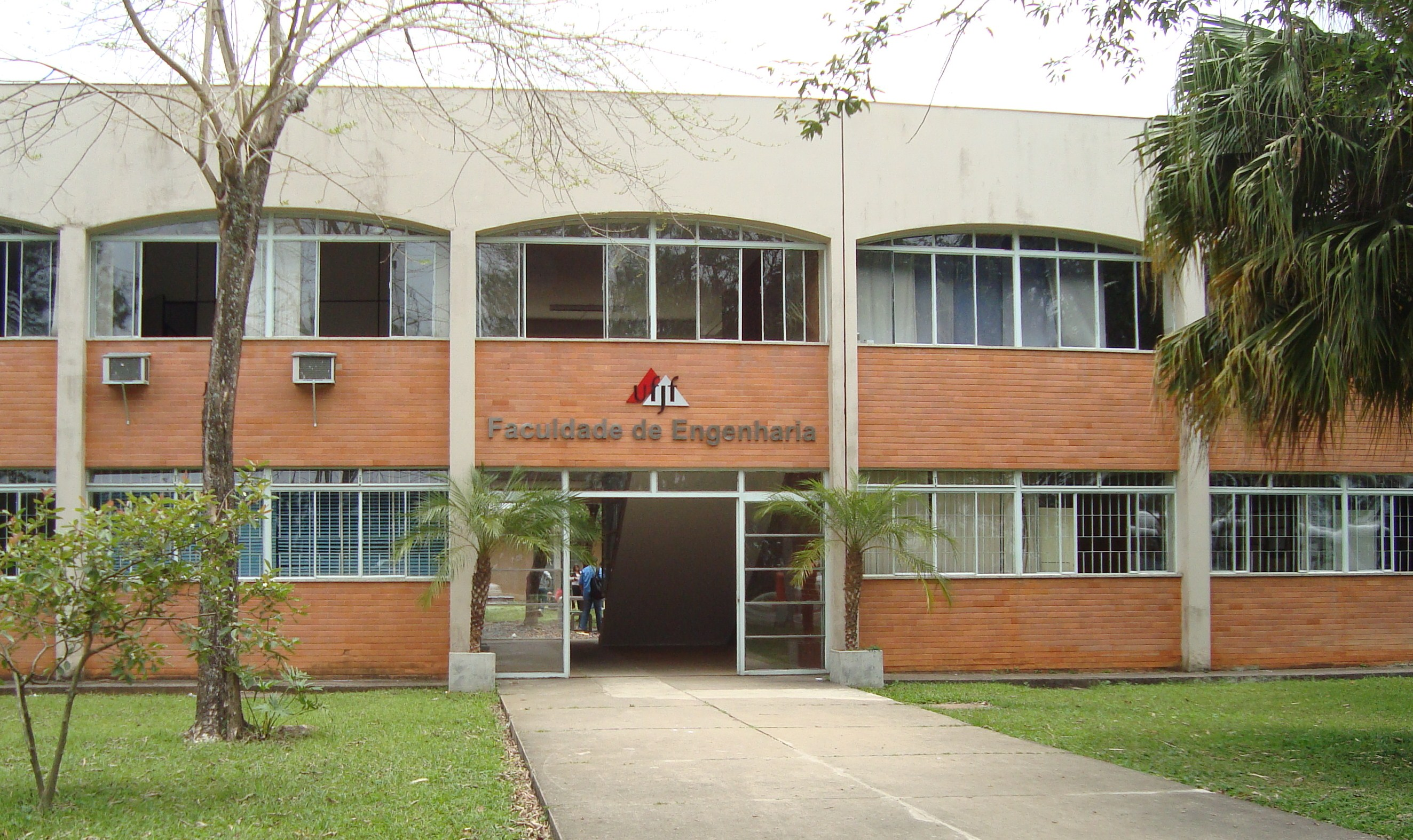
Facultad de Ingeniería.

## Oferta académica

### Pregrado

#### Campus Juiz de Fora
- Administración
- Arquitectura y Urbanismo
- Artes visuales
- Ciencia de la computación
- Ciencia de la religión
- Ciencias Biológicas
- Ciencias Contables
- Ciencias Económicas
- Ciencias Exactas
- Ciencias Humanas
- Ciencias Sociales
- Cine y Audiovisuales
- Diseño
- Derecho
- Educación Física
- Enfermería
- Ingeniería sanitaria y medioambiental
- Ingeniería Civil
- Ingeniería Computacional
- Ingeniería de Producción
- Ingeniería Eléctrica - Energía
- Ingeniería Eléctrica - Robótica y Automatización Industrial
- Ingeniería eléctrica - Sistemas de potencia
- Ingeniería Eléctrica - Sistemas Electrónicos
- Ingeniería Eléctrica - Telecomunicaciones
- Ingeniería Mecánica
- Estadísticas
- Farmacia
- Filosofía
- Física
- Fisioterapia
- Geografía
- Historia
- Periodismo
- Letras
- Matemáticas
- Medicamento
- Medicina Veterinaria
- Moda
- Música
- Nutrición
- Odontología
- Pedagogía
- Psicología
- Química
- Radio, TV e Internet
- Servicio social
- Sistemas de información
- Turismo

#### Campus Governador Valadares
- Administración
- Ciencias Contables
- Ciencias Económicas
- Derecho
- Educación Física
- Farmacia
- Fisioterapia
- Medicina
- Nutrición
- Odontología

#### Cursos a distancia
- Administración Pública
- Computación
- Educación Física
- Física
- Matemáticas
- Pedagogía
- Química

### Posgrado

#### Campus Governador Valadares
- Bioquímica y Biología Molecular (Maestría y Doctorado)

#### Campus Juiz de Fora
- Administración (Maestría)
- Administración Pública (Maestría Profesional)
- Entorno construido (Maestros)
- Artes, Cultura e Idiomas (Maestría)
- Ciencias de la Computación (Maestría)
- Ciencia de la Religión (Maestría y Doctorado)
- Ciencia y Tecnología de la Leche y los Productos Lácteos (Maestría Profesional)
- Ciencias Biológicas: Comportamiento Animal y Zoología (Maestría)
- Ciencias Biológicas: Inmunología y Enfermedades Infecciosas-parasitarias / Genética y Biotecnología (Maestría y Doctorado)
- Ciencias Sociales (Maestría y Doctorado)
- Clínica Dental (Maestría)
- Comunicación (Maestría)
- Derecho e Innovación (Maestría)
- Ecología (Maestría y Doctorado)
- Economía (Maestría y Doctorado)
- Educación (Maestría y Doctorado)
- Educación Física (Maestría y Doctorado)
- Educación Matemática (Maestría Profesional)
- Enfermería (Maestría)
- Ingeniería Civil (Maestría)
- Ingeniería Eléctrica (Maestría y Doctorado)
- Docencia en Biología (Maestría Profesional)
- Docencia Física (Maestría Profesional)
- Estudios Literarios (Maestría y Doctorado)
- Farmacia - Ciencias Farmacéuticas (Maestría)
- Física (Maestría y Doctorado)
- Fisioterapia - Ciencias de la Rehabilitación y Desempeño Físico-funcional (Maestría)
- Geografía (Maestría)
- Gestión y Evaluación en la Educación Pública (Maestría Profesional)
- Historia (Maestría y Doctorado)
- Idiomas (Maestros profesionales)
- Lingüística (Maestría y Doctorado)
- Matemáticas (Maestría)
- Matemáticas (Maestría profesional)
- Modelado Computacional (Maestría y Doctorado)
- Psicología (Maestría y Doctorado)
- Química (Maestría y Doctorado)
- Salud Brasileña (Maestría y Doctorado)
- Salud Pública (Maestría)
- Servicio Social (Maestría)